# El bar
El bar è un film del 2017 diretto da Álex de la Iglesia.
È stato presentato fuori concorso al Festival di Berlino il 15 febbraio 2017.

## Trama
Una mattina, al centro di Madrid, all'uscita di un bar pieno di persone di varia età ed estrazione, un uomo viene ferito alla testa da un colpo di arma da fuoco. Le strade si svuotano e l'uomo, forse già morto, resta lì senza soccorsi. Nonostante prevalga la paura, uno degli avventori esce ed è freddato anche lui con un colpo alla testa.
Nel bar monta il panico e tutti si scostano dall'ingresso fin quando, più tardi, scoprono che i due corpi che vi giacevano davanti, sono scomparsi e che il marciapiede è pulito. La tensione rende tutti suscettibili e non mancano sospetti reciproci. I cellulari non hanno campo e alla televisione non c'è notizia dei morti né dell'isolamento di quest'area nel pieno centro di Madrid. Questo finché non arrivano delle squadre speciali che dopo aver posato dei copertoni davanti al bar gli danno fuoco. Immediatamente in tv viene data la notizia di un incendio a Madrid.
Il sospetto che le autorità stiano operando una sorta di quarantena, fa ricordare a tutti che nel bagno del bar dovrebbe esserci un uomo corpulento che entrò tossendo. Ed infatti, entrati con l'uso di una pistola posseduta da un ex poliziotto, scoprono che nel bagno c'è ancora quell'uomo, incosciente e con accanto una siringa. Poco dopo l'uomo rinviene ma solo per crollare a terra morto dopo pochi passi, in evidente stato di alterazione. Dal suo cellulare si scopre essere un militare reduce da un viaggio in Africa. Coscienti del rischio di infezione, gli unici tre che non hanno sfiorato l'uomo del bagno, comprendenti la titolare del bar e l'uomo armato, costringono gli altri a scendere nel sotterraneo insieme al cadavere. Così la bella e superficiale Elena, il giovane pubblicitario Nacho, il tuttofare del bar Sátur, la donna di mezza età col vizio delle slot Trini e il sudicio senzatetto Israel, si trovano rinchiusi in un luogo angusto e non aerato.
I cinque forzano una botola scoprendo che il bar è in cenere e l'uscita sigillata. Nacho recupera la pistola mentre Elena scopre che il cellulare del militare infetto è ancora intatto e dalla messaggistica contenuta in questo scopre che l'uomo aveva con sé quattro fiale/siringa di antidoto. Isreal con la forza si impossessa della pistola e dei vaccini e se ne inietta uno. Agli altri quattro non restano che tre dosi che però sfuggono dalle mani di Trini cadendo nel sotterraneo e dal tombino di questo nella fogna. La più esile è Elena, che passa attraverso lo stretto varco per poi immergersi nelle acque delle fogne per recuperare gli antidoti. Una volta sotto però chiede che anche gli altri scendano. Viene ampliato il foro affinché anche gli altri possano attraversarlo.
Nacho e Isreal tornano ad affrontarsi nelle fogne per chi debba possedere la pistola e dopo un corpo a corpo subacqueo e degli spari riemerge solo il primo. Solo Elena crede possibile la suddivisione del vaccino in parti uguali, gli altri ritengono che qualcuno si debba sacrificare permettendo che in tre si salvino. Nel buio delle fogne Trini cerca di far fuori Sátur, poi Nacho non se la sente di emettere una sorta di condanna a morte nei suoi confronti. Ma è la stessa donna a prendere la pistola e a suicidarsi, risolvendo l'impasse. Quando tutto sembrerebbe risolversi rispunta Israel, con un foro sul petto e l'atteggiamento da invasato. Uccide Sátur e poi dà la caccia a Nacho ed Elena.
I due trovano una via di uscita ma sono raggiunti. Nacho protegge Elena e poi le dà il suo antidoto, prima di precipitare e schiantarsi trascinando con sé Israel. La ragazza, unica superstite del bar, comincia a camminare per le strade di Madrid, seminuda e sconvolta.

## Produzione
La pellicola ha cast artistico e tecnico essenzialmente spagnoli ma vede una partecipazione argentina nella produzione. Per questo motivo il film è stato selezionato dall'Academia de las Artes y Ciencias Cinematográficas de la Argentina per l'assegnazione degli annuali Premi Sur, ricevendo tre candidature, per i migliori costumi, miglior trucco e miglior scenografia.
Il film è stato girato in Piazza de los Mostenses nel centro di Madrid